# ココデナイドコカ
『ココデナイドコカ』 （ 英： Drifting ）は、2010年に製作された日本の自主制作のドキュメンタリー映画。監督は、主人公リョウの実の姉、中川あゆみ。64分。
2010年、日本の各地の映画祭で上映された。（下記に記述）

## ストーリー
27歳の同性愛者のリョウの1年を追ったドキュメンタリー。

## キャスト
- リョウ

## 上映
- 2010年（第24回）福岡アジア映画祭（7月3日・4日）[1]
- 2010年　東京＠Café★Lavandería/カフェ ラバンデリア（8月8日）[2]
- 2010年（第5回）関西クィア映画祭（9月11日）[3]
- 2010年（第6回）香川レインボー映画祭（10月10日）[4]

## 補足
予告編：ココデナイドコカ